# 國際農業生物技術應用服務組織
國際農業生物技術應用服務組織（英語：International Service for the Acquisition of Agri-biotech Applications，縮寫作ISAAA）是一個非營利、依靠農業業界及政府資助的國際組織，旨在推廣在農業上的生物技術應用，特別是為資源困乏的發展中國家援助。

## 資助機構
ISAAA同時接納來自公眾及私人機構的捐款，當中包括主要的生物科技公司。以下為ISAAA的主要營運費用供應者：
- 美國農業部（USDA（页面存档备份，存于））
- US Grains Council （页面存档备份，存于）
- 孟山都
- 拜耳
- 義大利的Bussolera基金會
- Ibercaja銀行：西班牙亞拉岡最大的儲蓄銀行[1]
- USAID（页面存档备份，存于）及
- Agricultural Biotechnology Support Project II（页面存档备份，存于）

## 延伸閱讀
- Transgenic Crops: An Introduction and Resource Guide （页面存档备份，存于）
- Neondo, Henry. Tissue culture: JKUAT steps up war to protect plantlets in the field. Africa Science News Service. Saturday, 26 April 2008 （页面存档备份，存于）
- Brazil surpasses US in new transgenic crop plantings. Nature Biotechnology 26: 260 (2008) （页面存档备份，存于）
- Focus on yield - Biotech crops; evidence, outcomes and impacts 1996-2006

## 參看
- 转基因生物
- 不育
- 土壤壞死

## 外部連結
- ISAAA 官方網址（页面存档备份，存于）